# Église de la Nativité-de-la-Bienheureuse-Vierge-Marie de Lemoncourt
Pour les articles homonymes, voir Église Notre-Dame.
L'église de la Nativité-de-la-Bienheureuse-Vierge-Marie de Lemoncourt est une église située sur la commune de Lemoncourt, dans le département français de la Moselle.

## Localisation
L'église est située sur le territoire de la commune de Lemoncourt, à une quinzaine de kilomètres de Chateau-Salins, entre Metz et Nancy, et fait partie de la paroisse de Saint-Benoît en Delmois du Diocèse de Metz.

## Historique
L'église est vraisemblablement construite au XIIIe siècle d'après les recueils de donations de dîmes. L'église est remaniée aux XIVe et XIXe siècles.
Elle est classée monument historique par arrêté du 4 novembre 1881. 

## Architecture

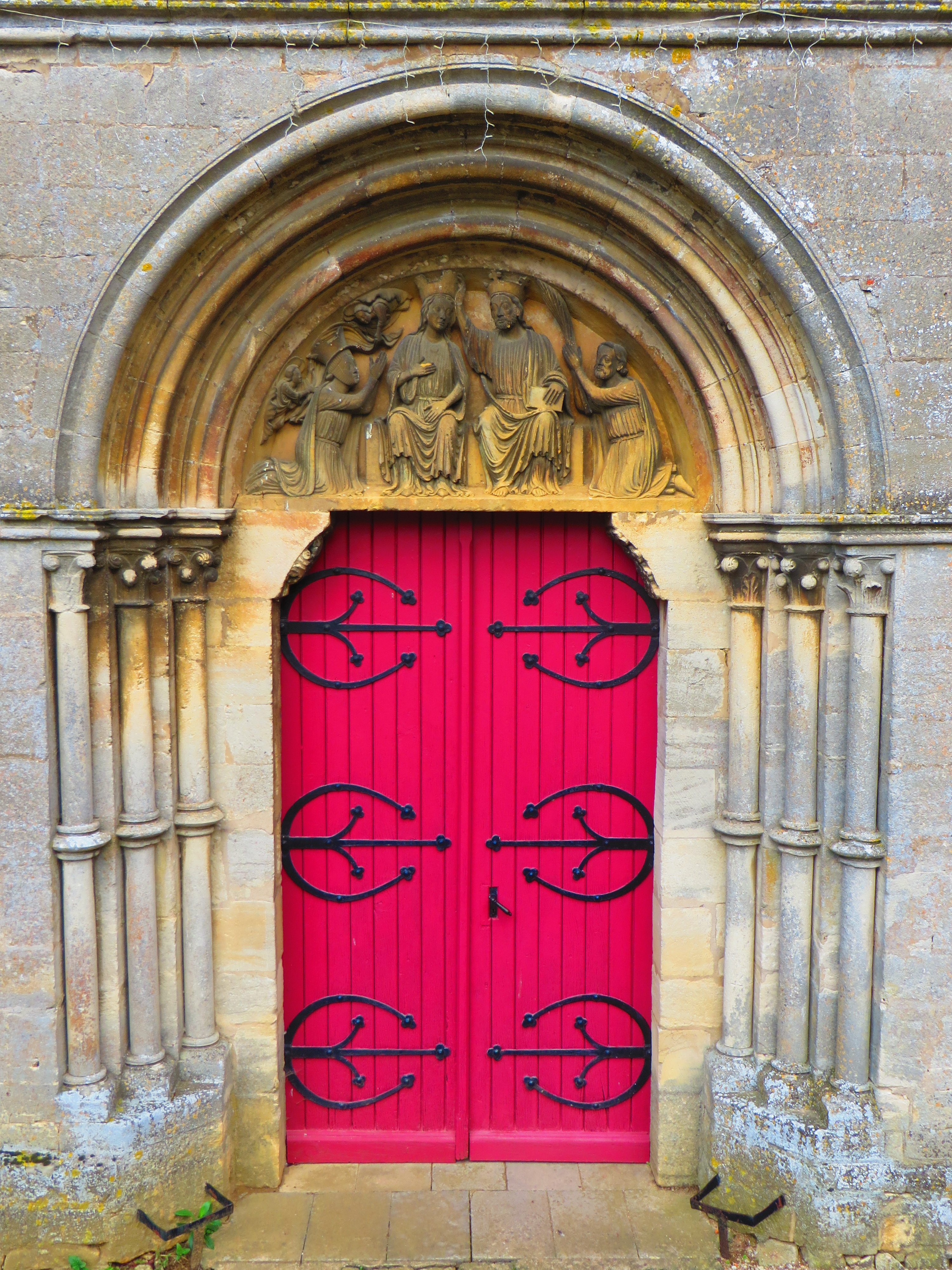
Le portail de l'église et le tympan

L'église est de taille modeste mais est adaptée aux besoins d'une église paroissiale de campagne. À l’extérieur, un clocher massif de style roman occupe l'espace. Fortifiée, comme en témoignent les archères sur chaque coté de la tour, la tour possède des baies géminées. L'entrée est marquée par un portail du 1er âge gothique, encadré de trois colonnettes, et surmonté d'un tympan remarquable représentant le couronnement de la Vierge, thème courant au XIIIe siècle,.
À l'intérieur, l'église est à nef unique sur deux travées, voutées à croisées d'ogives. Elle se termine par un chevet plat percé de trois fenêtres. Des sculptures du XIIIe siècle, viennent orner les chapiteaux des colonnes : statues-colonnes représentant des femmes ; chapiteaux de colonnes ornés de feuilles, de palmettes ou de figures d'hommes et femmes ; clefs de voute ornées de fleurons,.